# 七星柴魚博物館

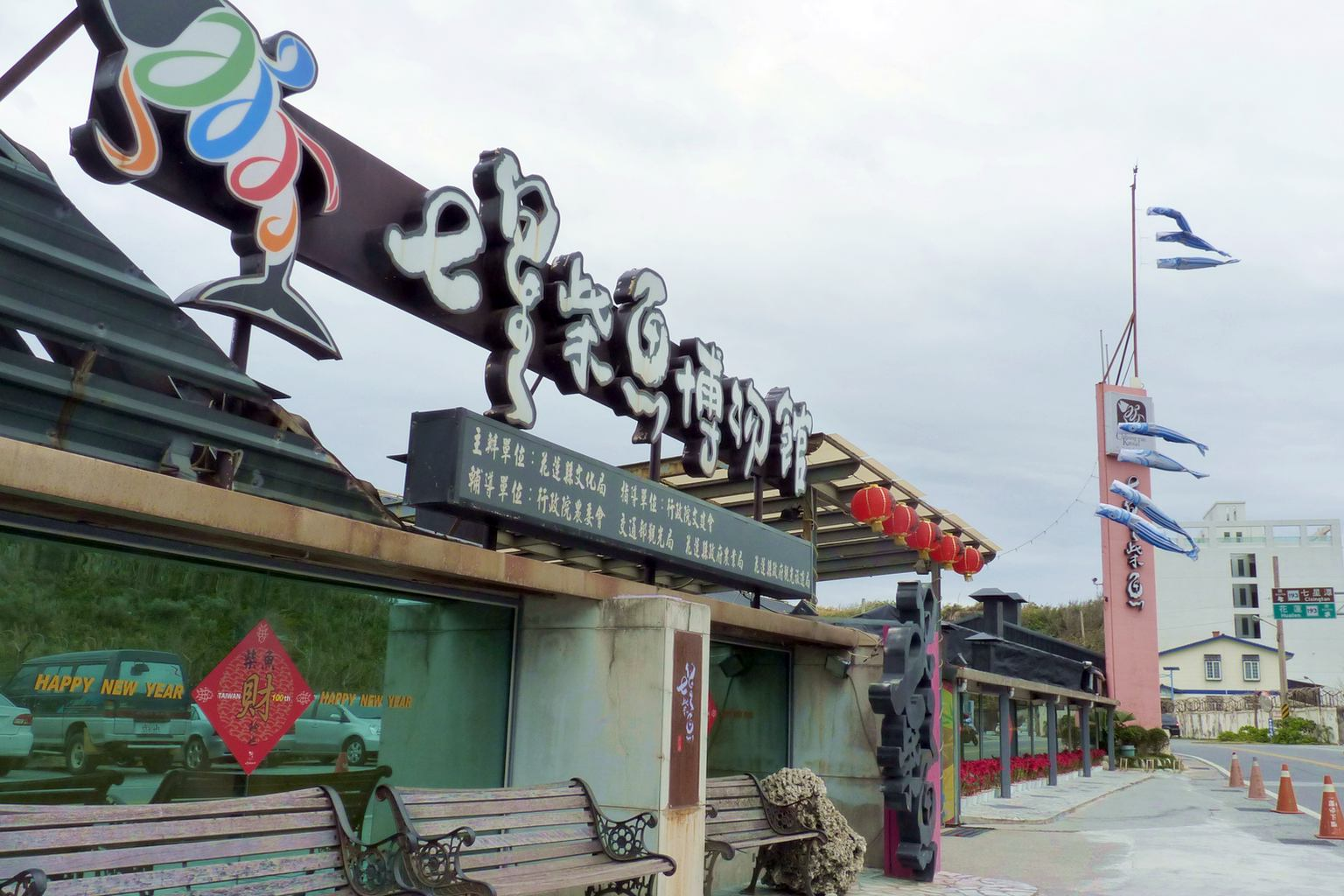
七星柴魚博物館

七星柴魚博物館為台灣唯一以柴魚為展示主題的博物館，位於花蓮縣新城鄉大漢村東南端的七星潭聚落。該館曾經是一座閒置的柴魚工廠，後來規劃轉型為產業博物館，並於2003年開幕，成功將傳統產業賦予新精神。

## 历史
博物館區分主題展示區、特產區、DIY體驗區、簡餐區及熱食區，其中又分為舊建築歷史探索、漁業史、七星海洋魚類展示、柴魚製程及七星潭文化。
本博物館於2017年7月18日凌晨燒毀。經過2年時間重建之後，於2019年7月重新開放試營運。

## 外部連結
- 七星柴魚博物館官方網站